# Gran Becca (pista sciistica)
La Gran Becca è una pista sciistica situata tra le località di Zermatt, in Svizzera, e Breuil-Cervinia, in Italia, ed è la pista atta ad ospitare la Coppa del Mondo di sci alpino nel comprensorio che si estende tra le due note località alpine con l'evento Matterhorn Cervino Speed Opening.

## Caratteristiche
La Gran Becca è la prima pista della Coppa del Mondo di sci alpino transfrontaliera (cioè attraversante il confine fra due Stati diversi), nonché la più alta nella storia del circuito. Infatti, la partenza è stata posta sulla Gobba di Rollin, situata nella regione svizzera del Canton Vallese e a circa 3720 metri sul livello del mare, mentre l'arrivo è stato posto presso la stazione di arrivo della telecabina Plan Maison-Cime Bianche Laghi, situata a circa 2840 metri s.l.m., sopra alla località di Breuil-Cervinia, in Valle d'Aosta.
La pista, che si estende per circa 3,7 chilometri e per poco meno di 1000 metri di dislivello, si sviluppa per due terzi della sua lunghezza sopra a due ghiacciai, quello del Teodulo (nella parte svizzera) e quello di Valtournenche (in Italia), e per la parte rimanente su terreno deglaciato.

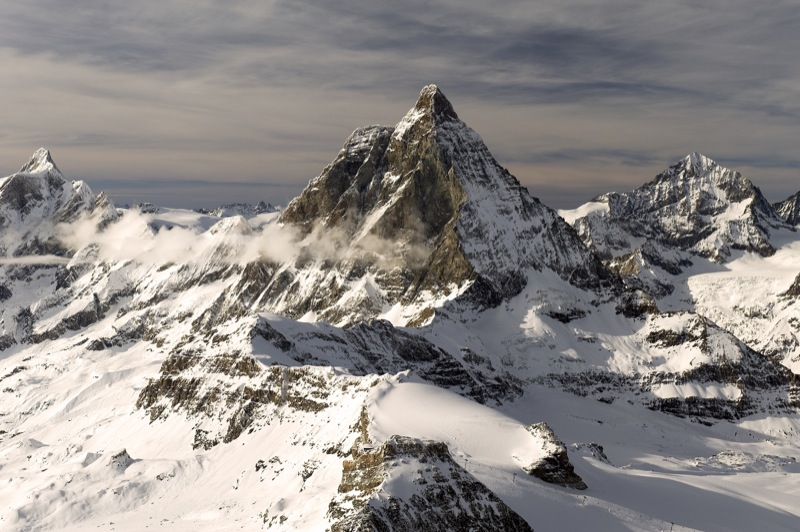
Il Cervino

## Origine del nome
Gran Becca è il nome con cui viene indicato il Cervino nell'alta Valtournenche, la valle laterale della Valle d'Aosta in cui sorgono il comune di Valtournenche e la sua frazione, Breuil-Cervinia. In patois valtournain, il dialetto arpitano locale, significa grande cima.
Il Cervino domina il paesaggio della Valtournenche e della Mattertal, e quindi, anche il Matterhorn Ski Paradise, il comprensorio sciistico che si estende tra le due vallate. È quindi ben visibile lungo l'intero percorso della pista da sci.

## Percorso
La partenza della discesa maschile è leggermente sotto la cima della Gobba di Rollin (alta 3899 m), a 3800 metri sul livello del mare. La cima, posta sul margine meridionale dell'altopiano del Breithorn, si trova sul confine nazionale tra Italia e Svizzera ed è il punto più alto del Matterhorn Ski Paradise, nonché il punto più alto di un comprensorio sciistico europeo. La partenza della discesa femminile è leggermente più in basso rispetto a quella degli uomini. Il primo tratto della pista si trova sul ghiacciaio d'Aventina, a sud-ovest del Piccolo Cervino, che è la sezione più alta del ghiacciaio del Teodulo. L'inizio è seguito subito dopo dalla prima di tre sezioni chiave.
La prima delle tre sezioni è costituita prima da un grande salto, detto Matterhorn Sprung, poi da una svolta a sinistra in un traverso che porta a un passaggio vicino ai seracchi del ghiacciaio di Ventina, il Sérac Traverse. La pista così attraversa il Plateau Rosa, la parte alta del ghiacciaio, lungo il versante svizzero del confine.
La seconda sezione inizia dove la pista attraversa il confine ed entra in Italia nei pressi della Testa Grigia, quindi percorre dapprima la famosissima S della pista Ventina sulla parte finale del ghiacciaio e il Muro Ventina. In condizioni ottimali, qui gli atleti potrebbero raggiungere una velocità massima di oltre 135 km/h.
Segue la terza sezione con una parte più sciata, la Spalla di Rollin e due grandi salti, il Plateau Rosa Schuss e il Salto Furggen, per poi giungere all'arrivo, posto alla stazione di arrivo della telecabina Plan Maison-Cime Bianche Laghi, a 2865 metri sul livello del mare.
Il percorso è stato progettato dallo svizzero Didier Défago, campione olimpico di discesa del 2010, che insieme a Bernhard Russi aveva già progettato il percorso di discesa per le Olimpiadi invernali del 2022 a Pechino. "Oltre al panorama unico, alla natura selvaggia e naturalmente alla vista sul Cervino, anche il percorso è convincente: abbiamo creato una discesa completa - dai salti alle curve lunghe, dai passaggi in planata agli elementi di velocità, c'è tutto", afferma il tracciatore a proposito del suo percorso. In origine, la pista doveva essere il percorso di gara più lungo del mondo. Il costruttore della pista Didier Défago, infatti, ha accorciato il percorso di circa 1000 metri per motivi di sicurezza. La pista turistica su cui si basa, infatti, è la pista del Ventina, una delle piste da sci più lunghe del Cervino Ski Paradise, il comprensorio sciistico di Breuil-Cervinia, nonché d'Italia (8,5 km di lunghezza a partire dalla Testa Grigia).

## Infrastrutture
L'area tra il Piccolo Cervino e Breuil-Cervinia è da decenni utilizzata per lo sci durante tutto l'anno, sia nella stagione invernale, sia nella stagione estiva. Le infrastrutture necessarie per le gare esistono già in larga misura.
Il 95% dell'area delle piste è già utilizzato da anni per scopi turistici. Due terzi del percorso si snoda su ghiacciai: il ghiacciaio del Teodulo e il ghiacciaio del Ventina. Questa sezione non sarà preparata con innevamento artificiale per le gare.
In caso di mancanza di neve naturale nella sezione inferiore, la neve viene prodotta da un sistema di innevamento artificiale già esistente, nonché utilizzando la tecnica dello snowfarming per trattenere quanta più neve naturale possibile.
Grazie alle ampie aree di camber, non è stato necessario installare pali permanenti. Inoltre, non è stato necessario abbattere alcun albero per la realizzazione della pista, vista la sua altitudine, sviluppata interamente al di sopra del limite degli alberi.

Panorama sul Breithorn occidentale (in primo piano a sinistra), la Gobba di Rollin (al centro) e il ghiacciaio del Teodulo visti dal Piccolo Cervino

## Storia
Sebbene la località di Zermatt non abbia mai ospitato un evento di Coppa del Mondo di sci alpino, più volte è stato tentato di portarla ai piedi della parete nord del Cervino, in particolare nella zona del Gornergrat. Nel 2012, infatti, è nata l'idea di far costruire un percorso di discesa e super-G per la Coppa del Mondo maschile sul Gornergrat dal famoso tracciatore di piste ed ex corridore di sci Bernhard Russi. Ma il progetto non si realizzò mai, vista la presenza fissa in calendario degli eventi svizzeri nelle località di Wengen e Adelboden per gli uomini.
Al contrario, Breuil-Cervinia ebbe la fortuna, sebbene per una sola stagione, di ospitare una tappa di slalom speciale di Coppa del Mondo femminile nella stagione 1977-1978 sulla pista del Cielo Alto e di ospitare più volte competizioni di Coppa Europa di sci alpino nelle discipline dello slalom gigante e del super-G. Inoltre, dalla stagione 2018 in avanti, Breuil-Cervinia ospita una tappa della Coppa del Mondo di snowboard cross maschile e femminile, rientrando così come una località affermata nel panorama delle competizioni professionistiche della Federazione Internazionale Sci (FIS).

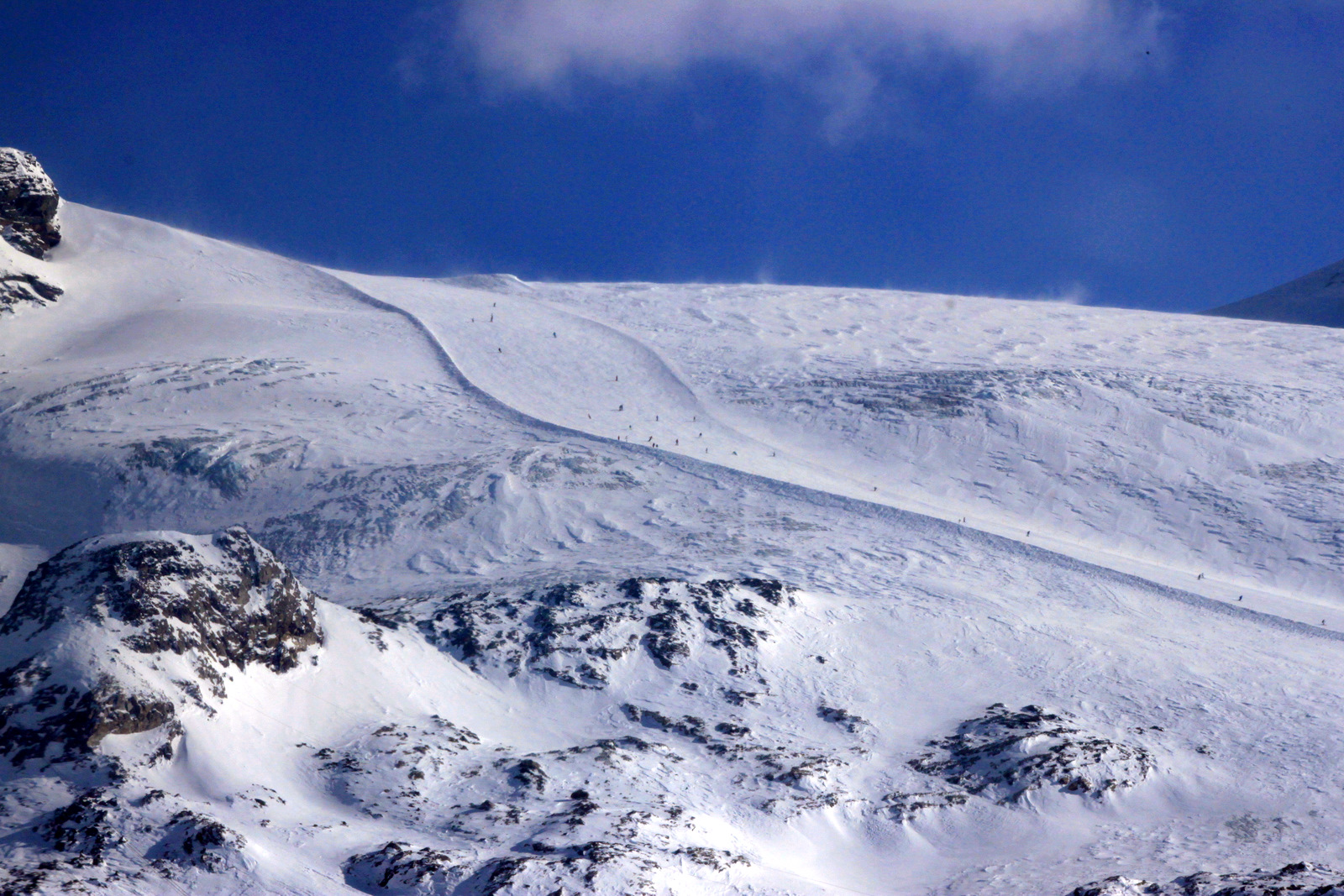
La celebre "S" del Ventina

Il 30 novembre 2019, i presidenti dei due comprensori sciistici interconnessi di Zermatt (Zermatt Bergbahnen AG) e Breuil-Cervinia (Cervino s.p.a), si sono incontrati a Breuil-Cervinia per l'incontro annuale sulla strategia degli impianti di risalita. Federico Maquignaz, l'allora amministratore delegato della Cervino spa di Breuil-Cervinia, ha presentato ai suoi colleghi di Zermatt la proposta di organizzare una gara di Coppa del Mondo transfrontaliera. Franz Julen, presidente del consiglio di amministrazione, e Markus Hasler, amministratore delegato di Zermatt Bergbahnen AG, sono stati subito entusiasti dell'idea. Il presidente della FIS di allora, Gian Franco Kasper, ha dichiarato il suo consenso nella realizzazione del progetto, proprio perché le gare sarebbero avvenute in uno spazio vuoto del calendario della Coppa del Mondo.
Le forze trainanti dell'organizzazione del grande progetto Gran Becca e Matterhorn Cervino Speed Opening sono l'associazione svizzera di sci Swiss-Ski, la federazione italiana degli sport invernali FISI, i comuni di Zermatt e Valtournenche, nonché Zermatt Bergbahnen AG e Cervino s.p.a, le società di gestione degli impianti di risalita delle destinazioni turistiche di Zermatt e Breuil-Cervinia. Il presidente del comitato organizzatore è Franz Julen, presidente del consiglio di amministrazione di Zermatt Bergbahnen AG.
Vista l'esperienza necessaria per la Coppa del Mondo di sci, avendo organizzato le gare annuali sulla Saslong, per l'organizzazione sportiva delle gare è stato ingaggiato un team di esperti della Val Gardena per un breve periodo di tempo, in maniera tale da permettere agli organizzatori di acquisire la giusta esperienza richiesta per un evento di tale calibro.
L'ex sciatore Pirmin Zurbriggen sta lavorando al progetto come consulente e ambasciatore del marchio Matterhorn Cervino Speed Opening.
Swiss-Ski è responsabile del marketing e la produzione della trasmissione televisiva è affidata alla SRG SSR svizzera.
All'inizio di ottobre 2021, la FIS ha aggiunto al calendario la gara ai piedi del Cervino. Il presidente della FIS Johan Eliasch ha espresso il proprio compiacimento per l'idea di far progredire lo sci in questo modo innovativo.

## Data della prima gara
Il 28 gennaio 2022, la Federazione Internazionale di Sci ha annunciato che a partire dall'inverno 2022/23 si terranno quattro gare di discesa libera sulla Gran Becca: due gare per gli uomini e due gare per le donne. Le gare si svolgeranno nel tardo autunno (fine ottobre/inizio novembre) dopo la tradizionale apertura della stagione a Sölden. Grazie alle gare sulla pista della Gran Becca, gli atleti della velocità avranno l'opportunità di iniziare la stagione un mese prima.
Su richiesta del presidente della FIS Johan Eliasch, la prima è stata anticipata di un anno. In origine, nel calendario della Coppa del Mondo, le gare erano previste per la stagione invernale 2023/24. Nel 2022/23 le gare di Coppa Europa avrebbero dovuto svolgersi per prime.
Alla prima del 2022, la partenza avverrà a 3700 metri di altitudine per motivi organizzativi. Il motivo è che la nuova funivia 3S tra Testa Grigia e Piccolo Cervino, che collegherà Breuil-Cervinia e Zermatt tutto l'anno, non potrà essere completata prima della primavera del 2023. Il tempo di percorrenza della pista degli atleti dovrebbe ridursi di 15-20 secondi, ma comunque la discesa dovrebbe durare poco più di due minuti.
A causa delle temperature elevate che hanno colpito l'Italia nel mese di ottobre del 2022, le nevicate previste per l'innevamento naturale dell'ultimo tratto di pista e il freddo che avrebbe permesso l'innevamento artificiale non si sono presentati. La Federazione Internazionale Sci (FIS), pertanto, ha deciso di annullare sia le gare maschili, previste il 29 e il 30 ottobre 2022, sia quelle femminili, previste il 5 e il 6 novembre 2022, rimandando l'inaugurazione della pista nella massima competizione alla stagione successiva.
Nel marzo del 2023 sono state annunciate le date della competizione per la stagione 2023-2024: l'11 e il 12 novembre 2023 le gare maschili, il 18 e il 19 novembre 2023 le gare femminili. Le gare maschili, che avrebbero avuto la partenza in territorio svizzero e l'arrivo in Italia, furono annullate a causa delle avverse condizioni meteorologiche. Le gare femminili invece hanno la partenza prevista qualche metro dopo il confine, quindi di fatto non sono transfrontaliere, rimandando così l'appuntamento storico all'anno successivo.

## Controversie
Le gare sulla nuova pista non sono state e non lo sono tuttora esenti da polemiche per vari motivi.

### Altitudine
Lo sciatore italiano Dominik Paris ha espresso le sue perplessità riguardo al progetto della Gran Becca, classificando le gare in programma come pericolose a causa dell'elevata altitudine (si parte da quasi 3800 metri sul livello del mare) per una gara di oltre due minuti. Originariamente la pista doveva essere la più lunga della Coppa del Mondo. Per motivi di sicurezza il costruttore Didier Défago ha quindi accorciato il percorso di circa 1000 metri. Furono fissare due partenze da utilizzare a seconda del meteo (3505 o 3720 m)

### Condizioni meteorologiche
Le condizioni meteorologiche a 3800 metri sul livello del mare su un ghiacciaio alpino sono difficilmente prevedibili ed estremamente variabili. Le statistiche meteorologiche degli ultimi anni mostrano spesso sistemi di alta pressione più lunghi e stabili con temperature relativamente calde a novembre. L'ex sciatore svizzero Beat Feuz ha espresso il suo pensiero, facendo notare che il vento variabile potrebbe falsare la competizione. Il meteo causò l'annullamento delle gare maschili nel novembre 2023.

### Utilizzo dell'ambiente
Anche la collocazione in calendario tre fine ottobre e inizio novembre suscitò diverse critiche. Uno dei critici più importanti è l'ex sciatore tedesco Felix Neureuther, secondo cui “lo sci ha il grande compito di mantenere la propria credibilità. Sciare su un ghiacciaio all'inizio di novembre e nel periodo storico in cui i ghiacciai si sciolgono lo rende vulnerabile." L'esperto di sci dell'ORF Hans Knauß sottolinea inoltre che “poiché in Europa non esistono piste da discesa adatte [a una competizione di Coppa del Mondo] su ghiacciaio oltre a Zermatt, solo gli svizzeri possono allenarsi in modo ottimale in estate. Ecco perché una partenza all’inizio di novembre sarebbe troppo presto per la maggior parte delle altre squadre nazionali”. Il presidente della FIS Johan Eliasch ha risposto alle critiche: “tutte le squadre potranno beneficiare dell'allenamento sul posto tutto l'anno. Ciò ridurrà i viaggi verso luoghi a lunga distanza nell’emisfero meridionale e contribuirà all’impegno della FIS nel ridurre la propria impronta di carbonio.”
Nel 2023 sono sorte critiche durante i lavori preparatori del Plateau Rosa sollevate da associazioni ambientaliste elvetiche, che vanno sostenuto che l'organizzazione avesse svolto lavori al di fuori del perimetro sciistico omologato andando a intaccare la struttura del ghiacciaio. La Commissione edilizia del Canton Vallese ha ordinato il fermo dei lavori sul versante svizzero nelle zone interessate. Tuttavia, ciò non ha avuto conseguenze per la programmazione regolare delle gare della Coppa del Mondo di sci alpino 2024.